# Qiao Shi
Pour les articles homonymes, voir Shi (homonymie).
Qiao Shi (en chinois : 乔石), né en décembre 1924 dans le district de Dinghai et mort le 14 juin 2015 à Pékin, est un homme politique chinois. Il a été vice-Premier ministre de la république populaire de Chine et deux fois membre du Comité permanent du bureau politique de 1987 à 1997, dont il fut président durant les cinq dernières années.

## Biographie
Après avoir participé à des mouvements étudiants contre le Kuomintang au pouvoir, il rejoint le Parti communiste chinois en 1940. Il travaille ensuite à la Ligue de la jeunesse communiste chinoise, mais durant la révolution culturelle, il est persécuté du fait de ses liens familiaux éloignés avec Tchang Kaï-chek. En 1985, il devient membre du bureau politique, puis en 1986 vice-Premier ministre. En 1987, il intègre le Comité permanent du bureau politique. Ainsi, lors des manifestations de la place Tian'anmen, il est le seul à s'abstenir concernant l'intervention armée, créant ainsi un blocage alors que Li Peng et Yao Yilin votent pour et Zhao Ziyang et Hu Qili contre. Cette position lui permet de conserver son poste après la répression et il est même reconduit dans le bureau suivant, jusqu'en 1997. En 1992, il devient président du Comité permanent de l'Assemblée nationale populaire. Le sinologue Jean-Luc Domenach indique que Jiang Zemin, avant son accession à la présidence de la république populaire de Chine en 1993, fait appel aux « Immortels » du Parti communiste pour assoir son autorité vis-à-vis de Qiao Shi et obtenir son départ en raison de son âge.
Au cours d'un voyage en France en tant que président de l'ANP, et sachant déjà qu'il va être exclu de la vie politique Chinoise par Jiang Zemin, il accorde une longue interview au Figaro, dans lequel il expose son idéal d'une Chine avec séparation des pouvoirs, en particulier entre la présidence et le parlement. Il y précise aussi à mots couverts les regrets d'avoir du renier certaines valeurs morales au bénéfice de la ligne du parti pendant ses années de politique. Cette interview lui vaut à la fois une image de démocrate à l'international, et scelle définitivement la fin de sa carrière publique en Chine.

## Plainte du Comite del Apoyo al Tibet
À la suite du dépôt d'une plainte par le Comite de Apoyo al Tibet, la Casa del Tibet et son président-fondateur Thubten Wangchen, député du Parlement tibétain en exil ayant la nationalité tibétaine, le 11 janvier 2006, la Cour suprême d'Espagne avait annoncé qu'elle allait instruire une enquête concernant l'implication de sept anciens dirigeants chinois, entre autres l'ancien président Jiang Zemin et l'ancien Premier ministre Li Peng, dans la sinisation du Tibet. Cette instruction était la conséquence d'un arrêté de la Cour constitutionnelle espagnole du 26 décembre 2005 qui autorisait le traitement des plaintes pour génocide, même si elles n'impliquaient pas de nationaux espagnols[réf. souhaitée]. Si, à la suite de pressions émanant d'Israël, de la Chine et des États-Unis, le Sénat espagnol est amené, le 19 mai 2009, à limiter la loi de compétence universelle de sorte qu'elle ne s'applique qu'à des cas impliquant des Espagnols ou à des suspects présents sur le territoire de l'Espagne,, cela ne gène nullement la procédure, Thubten Wangchen, un Tibétain en exil possédant la nationalité espagnole.
Le 19 novembre 2013, la Cour nationale espagnole a rendu un arrêt qui devrait entraîner l'émission de mandats d'interpellation de Qiao Shi et de 4 autres anciens dirigeants chinois soupçonnés d'avoir bafoué les droits de l'homme au Tibet : Jiang Zemin, ancien président et secrétaire du Parti, Li Peng, Premier ministre lors de la répression au Tibet dans les années 1980 et au début des années 1990, Chen Kuiyuan, secrétaire du Parti de la région autonome du Tibet de 1992 à 2001  et Deng Delyun (également connu sous le nom Peng Pelyun), ministre de la Planification familiale dans les années 1990,.